# Тарантелла
Таранте́лла (итал. Tarantella) — итальянский народный танец, сопровождаемый аккомпанементом аккордеона, мандолины, гитары, тамбурина (он же бубен), в Сицилии — также варгана и кастаньет. Музыкальный размер — 6/8, 3/8.

## Происхождение
С историей тарантеллы связано много легенд. Начиная с XV века в течение двух столетий тарантелла считалась единственным средством излечения «тарантизма» — безумия, вызываемого, как полагали, укусом тарантула (название паука тарантул, также как и танца, производят от названия южно-итальянского города Таранто). «Таково очевидно происхождение судорожных и иных средневековых эпидемий, известных под названием пляски св. Вита и св. Иоанна, народного танца в Италии, носящего название тарантеллы».
В связи с этим в XVI веке по Италии странствовали специальные оркестры, под игру которых танцевали больные тарантизмом. Музыка тарантеллы обычно импровизировалась; для неё характерно длительное развёртывание мелодии с большими расширениями и кадансовыми дополнениями. В основе тарантеллы часто лежали какой-либо один мотив или ритмическая фигура (в ранних образцах — и в двухдольном метре), многократное повторение которых оказывало завораживающее, «гипнотическое» действие на слушателей и танцующих.
Хореография тарантеллы отличалась экстатичностью — самозабвенный танец мог продолжаться несколько часов; танец сопровождался аккомпанементом флейты, кастаньет, бубна и некоторыми другими ударными инструментами, иногда с участием голоса.
С течением времени тарантелла стала обычным одиночным или парным танцем, сохранив, тем не менее, свой неистовый и взрывной характер. Этот танец описан многими путешественниками XVIII-XX веков, как один из самых примечательных танцев Италии, среди них Анна-Луиза Жермена де Сталь и Иоганн-Вольфганг Гёте.

## В классической музыке
На балетной сцене тарантелла стала популярной благодаря балету Казимира Жида «Тарантул» (1839), поставленному в парижской Опере специально для Фанни Эльслер. В 1964 году виртуозное па-де-де на музыку тарантеллы Готшалка поставил хореограф Джордж Баланчин.
Иногда тарантелла оказывалась объектом искусной стилизации, например 4-я часть «Пульчинеллы» и 2-я часть сюиты для малого оркестра Стравинского и 2-я часть скрипичной сонаты in E Хиндемита.
Тарантела вошла в академическую музыку, такие как: финал «Итальянской симфонии» Ф. Мендельсона, «Тарантелла» Ф. Листа из фортепианного цикла «Годы странствий», «Тарантелла» Op. 43 Ф. Шопена, «Тарантелла» для фортепиано М. И. Глинки, финал 2-й сюиты С. В. Рахманинова, «Тарантелла» из сборника «Детская музыка» С. С. Прокофьева.

## Мнения
Что за танец: будто выдуманный сатирами и нимфами, древний — и воспрянувший и вновь открытый, окутанный правоспоминаниями; коварство, и дикость, и вино, мужчины снова с козлиными копытами и девы из свиты Артемиды.— Райнер Рильке, письмо от 20 февраля 1907 (Rilke R. M., Briefe aus den Jahren 1906 bis 1907, Lpz., 1930, S. 187)